# 交響曲第1番 (リース)
交響曲第1番 ニ長調 作品23（こうきょうきょくだい1ばん にちょうちょう さくひん23、ドイツ語: Sinfonie Nr. 1 D-Dur op. 23） は、フェルディナント・リースが1809年に作曲した最初の交響曲。

## 初演
初演は1812年10月4日にライプツィヒで行われた。

## 楽曲構成

### 第1楽章：Adagio-Allegro molto vivace
陰鬱で不吉な序奏から始まる。その後、活気に満ちた第1主題に移る。抒情的な第2主題は木管楽器によって導入される。第1主題が短調で導入されるが、後に勝利して戻り、解決される。最後は劇的なクライマックスでしめられる。

### 第2楽章：Marche funèbre
弦楽が奏でるシンプルでメランコリックな旋律から始まる。この旋律は木管楽器と金管楽器で繰り返され、郷愁の感覚を生み出す。その後、様々な楽器で繰り返される。中間部では、第1主題と異なり、激動を特徴としている。

### 第3楽章：Menuetto. Moderato
古典期に使用されていた伝統的な舞曲形式の楽章。弦楽が奏でる荘厳な主題で始まる。旋律は素朴で優美で哀愁を感じさせる。変奏され、主題が繰り返される。第2主題は木管楽器と金管楽器によって演奏されるリズミカルな、第1主題とは対照的な旋律から始まり、変奏が続けられる。

### 第4楽章：Finale. Allegro
弦楽による活気に満ちたリズミカルな主題から始まり、木管楽器と金管楽器により強調される。この主題は祝典と勝利を感じさせる。中間部では、やや陰鬱な主題が奏でられる。その後、コーダでは活気にあふれたコーダに入り、オーケストラ全体で奏であれる和音によって華やかに曲をしめる。

## 演奏時間
約25分。
| サブスタブ | この項目は、まだ閲覧者の調べものの参照としては役立たない、書きかけの項目です。この項目を加筆・訂正などしてくださる協力者を求めています。このテンプレートは分野別のサブスタブテンプレートやスタブテンプレート（Wikipedia:分野別のスタブテンプレート参照）に変更することが望まれています。 |